# Малала Юсафзаи
Малала Юсафзаи (на пущунски: ملاله یوسفزۍ, [mə ˈlaː lə ju səf ˈzəj]) е пакистанска общественичка.

## Биография и дейност
Малала Юсафзаи е родена на 12 юли 1997 година в Мингора в семейството на пущунския просветен деец Зиауддин Юсафзаи. Тя става известна с публикациите си в защита на възможностите за образование на момичетата в долината Суат, където активното талибанско движение прави опити за неговото ограничаване. На 9 октомври 2012 година талибани правят опит да я убият и я прострелват в главата. Атентатът предизвиква широк отзвук в страната и чужбина.
През 2013 г. Малала Юсафзаи получава от Европейския парламент Наградата за свобода на мисълта „Сахаров“, а през 2014 година Нобелова награда за мир „за борба срещу потискането на деца и младежи и за правото на децата на образование“.

## Произведения
- I Am Malala: The Story of the Girl Who Stood Up for Education and was Shot by the Taliban (2013) – с Кристина Лам
Аз съм Малала, изд.: ИК „Обсидиан“, София (2014), прев. Надежда Розова